# مسجد يوسف جوربجي
مسجد يوسف جوربجي أو مسجد الهياتم (سنة 1177هجرية / 1763م) ، هو أحد المساجد التي انشئت في عصر الدولة العثمانية في مصر ، يقع هذا المسجد بدرب الهياتم المتفرع من شارع الطينة أو شارع الحنفي بالقاهرة.

## وصفه
يتكون المسجد من مستطيل يتوسط صحن مكشوف مربع الشكل تقريبا وتحيط به الأروقة من جميع الجهات. وتحتوى كل جهة على رواق واحد مكون من بائكة من خمس عقود مدببة وممتدة وترتكز على أربعة أعمدة رخامية بتيجانها مكونة من ثلاث حطات من الدلايات. أما إيوان القبلة فيحتوى على رواقين موازيين لحائط القبلة ويتكون كل واحد منهما من بائكة من خمسة عقود مدببة وممتدة وترتكز على أربعة أعمدة رخامية.

## وصلات خارجية
- آثار القاهرة الإسلامية نسخة محفوظة 31 مايو 2014 على موقع واي باك مشين.